# Marieta-Larrintzar
Marieta-Larrintzar en basque ou Marieta-Larrinzar en espagnol, est une commune ou contrée de la municipalité de Barrundia dans la province d'Alava dans la Communauté autonome basque (Espagne).